# Arnold Büscher
Arnold Büscher (ur. 16 grudnia 1899 w Bad Oeynhausen, zm. 2 sierpnia 1949) – zbrodniarz nazistowski, jeden z funkcjonariuszy SS pełniących służbę w niemieckich obozach koncentracyjnych i SS-Obersturmführer. 
Członek NSDAP o nr legitymacji partyjnej 556757 i SS o nr identyfikacyjnym 11382. Pełnił służbę w obozach Flossenbürg, Sachsenhausen, Neuengamme (dowodził tu kompanią wartowniczą) i Buchenwald. Od września 1944 do stycznia 1945 był komendantem obozu Plaszow. Za zbrodnie wojenne i przeciw ludzkości skazany został 26 stycznia 1949 przez polski sąd na karę śmierci. Wyrok wykonano przez powieszenie w początkach sierpnia 1949.